# Station Bolton-Upon-Dearne
Bolton-Upon-Dearne is een spoorwegstation van National Rail in Bolton on Dearne, Barnsley in Engeland. Het station is eigendom van Network Rail en wordt beheerd door Northern Rail. Het station is geopend in 1879.